# Bilge Yildiz
Bilge Yildiz es Profesora de Ciencia Nuclear y de Ciencia e Ingeniería de Materiales en el Instituto de Tecnología de Massachusetts. Desarrolla materiales innovadores para la conversión de energía en entornos difíciles. Entre ellos se encuentran las pilas de combustible de óxido sólido para la regeneración de energía nuclear que son resistentes a la corrosión.

## Biografía
Yildiz nació en İzmir. Sus padres, los dos profesores, le impulsaron a apreciar el valor de la educación y del trabajo duro. Empezó a interesarse por la ciencia e ingeniería de materiales en la escuela, por lo que decidió matricularse en un colegio especializado en ciencias de su ciudad natal. Durante estos años, Yildiz colaboró con una universidad local en un proyecto para limpiar el agua de la bahía de İzmir. Yildiz fue una estudiante de intercambio en Wisconsin, en una comunidad rural y con una familia de campesinos, donde tuvo la oportunidad de visitar Fermilab. Durante estos años, pasó los veranos en la costa del Mar Egeo.
Yildiz finalmente decidió estudiar ingeniería nuclear en la Universidad de Hacettepe, donde se interesó particularmente por la tecnología empleada en ingeniería nuclear. En esa época, no había muchas perspectivas de futuro en esa área en Turquía, por lo que se mudó a Estados Unidos para estudiar en el Instituto de Tecnología de Massachusetts (MIT). Obtuvo su doctorado en 2003 y se quedó como investigadora posdoctoral.

## Trayectoria Científica
Mientras trabajaba como investigadora en el Laboratorio Nacional de Argonne, Yildiz se interesó en la electroquímica y la ciencia de superficies. Regresó al MIT como profesora asistente de Norman C. Rasmussen en 2007. Yildiz es hoy líder del Laboratorio de Interfaces Electroquímicas en el MIT. Su investigación se centra en desvelar cómo las superficies responden a entornos difíciles, incluyendo altas temperaturas, gases reactivos, tensión mecánica y campos aplicados. Estudia lo que sucede a los electrodos en pilas de combustible y electrolizadores. Al estudiar la cinética de reacción y transporte en pilas de combustible o pilas diseñadas para la división del agua, Bilge espera eliminar la corrosión de estos materiales. Ha desarrollado métodos de escaneo in situ mediante microscopía de efecto túnel que permiten estudiar los átomos en la superficie de los electrodos, que a menudo se comportan de manera diferente al resto. Los microscopios de efecto túnel (STM) pueden desvelar la tomografía atómica y la estructura electrónica, proporcionando información sobre la morfología de la superficie y la reactividad química. El STM modificado de Yildiz también permite crear dislocaciones precisas en un material utilizando la punta conductora del microscopio.
Junto con la electroquímica, el grupo Yildiz desarrolla inteligencia artificial y métodos probabilísticos para intentar predecir fallos en reactores nucleares. En las reacciones nucleares, las estructuras metálicas que son críticas para la seguridad pueden degradarse debido a la penetración de hidrógeno. La infiltración de hidrógeno puede debilitar mecánicamente a los metales. Yildiz ha estudiado la interacción del hidrógeno con los óxidos que se forman en las superficies de los metales. Descubrió que los retículos vacantes en Redes de Bravais pueden atrapar el hidrógeno. Al identificar el mecanismo por el cual el hidrógeno penetra en las películas de óxido, Yildiz ha diseñado nuevas composiciones de aleación que pueden evitarlo. Otro desafío para los materiales que se utilizan dentro de las centrales eléctricas es que pueden sufrir corrosión bajo tensión. La mayoría de estos materiales son policristalinos, y los bordes de grano entre los pequeños cristales adyacentes pueden afectar la respuesta de un material al estrés. Yildiz ha investigado cómo los bordes de grano y las dislocaciones influyen en las propiedades mecánicas y químicas de los materiales. Ha demostrado que las dislocaciones en una red atómica pueden acelerar el transporte de iones de oxígeno, aumentando la velocidad de difusión en las celdas de combustible y las membranas de separación de oxígeno.
Su trabajo reciente ha investigado los mecanismos que influyen de la cinética de reducción de oxígeno en los óxidos de perovskita. También ha investigado los fenómenos químicos que ocurren en la interfaz de baterías sólidas de alta densidad de potencia. Yildiz identificó que la cobaltita de estroncio puede cambiar entre un estado metálico y semiconductor usando un pequeños voltajes, lo que significa que podría usarse en memorias no volátiles. Yildiz ha identificado los efectos de la tensión elástica, la presión de oxígeno y las dislocaciones en la degradación y reactividad de los materiales híbridos. Su grupo contribuye al instrumento del Experimento de utilización de recursos in situ Mars OXygen (MOXIE) para Mars 2020, que intentará extraer oxígeno de los recursos marcianos. En 2014, Yildiz fue nombrada profesora en el MIT.

### Premios y honores
Entre sus premios y honores se incluyen
- 2006 Premio Pace Setter del Laboratorio Nacional Argonne[23]
- 2011 Beca Global MISTI[24]
- 2012 Premio CAREER de la Fundación Nacional para la Ciencia[25]
- 2012 Premio Somiya de la Federación Internacional de Sociedades de Investigación de Materiales[26]
- 2012 Premio Investigador Joven Charles W. Tobias[27]
- 2018 Premio Ross Coffin Purdy de la Sociedad Americana de Cerámicas[28][29]

### Publicaciones destacadas
Entre sus publicaciones se incluyen:
- Yildiz, Bilge (2006-01-01). "Efficiency of hydrogen production systems using alternative nuclear energy technologies". International Journal of Hydrogen Energy. 31: 77–92.
- Yildiz, Bilge (2013-05-17). "Cation size mismatch and charge interactions drive dopant segregation at the surfaces of manganite perovskites". Journal of the American Chemical Society. 135: 7909–7925.
- Yildiz, Bilge (2010). "Oxygen ion diffusivity in strained yttria stabilized zirconia: where is the fastest strain?". Journal of Materials Chemistry. 20: 4809–4819.